# Patrimoni dell'umanità della Finlandia
I patrimoni dell'umanità della Finlandia sono i siti dichiarati dall'UNESCO come patrimonio dell'umanità in Finlandia, la quale è divenuta parte contraente della Convenzione sul patrimonio dell'umanità il 4 marzo 1987.
Al 2020 i siti iscritti nella Lista dei patrimoni dell'umanità sono sette, mentre sei sono le candidature per nuove iscrizioni. Il primi due siti, la Fortezza di Suomenlinna e la Vecchia Rauma, furono iscritti nella lista nel 1991, durante la quindicesima sessione del comitato del patrimonio mondiale. Gli altri siti furono aggiunti nel 1994, 1996, 1999, 2005 e 2006. Sei siti sono considerati culturali, secondo i criteri di selezione, e uno naturale; due sono parte di siti transnazionali.

## Siti del Patrimonio mondiale
| Foto | Sito                                                   | Luogo | Tipo                         | Anno | Descrizione |
| ---- | ------------------------------------------------------ | --- | ---------------------------- | ---- | --- |
|      | Vecchia Rauma                                          | Rauma | Culturale (582; iv, v)       | 1991 | Situata sul Golfo di Botnia, Rauma è uno dei porti più antichi della Finlandia. Costruito intorno a un monastero francescano, dove si trova ancora la chiesa della Santa Croce della metà del XV secolo, è un eccezionale esempio di antica città nordica costruita in legno. Sebbene devastata dal fuoco alla fine del XVII secolo, ha conservato il suo antico patrimonio architettonico vernacolare. |
|      | Fortezza di Suomenlinna                                | Helsinki | Culturale (583; iv)          | 1991 | Costruita nella seconda metà del XVIII secolo dalla Svezia su un gruppo di isole situate all'ingresso del porto di Helsinki, questa fortezza è un esempio particolarmente interessante dell'architettura militare europea dell'epoca. |
|      | Antica chiesa di Petäjävesi                            | Petäjävesi | Culturale (584; iv)          | 1994 | La vecchia chiesa di Petäjävesi, nella Finlandia centrale, fu costruita con tronchi tra il 1763 e il 1765. Questa chiesa di campagna luterana è un tipico esempio di una tradizione architettonica unica nella Scandinavia orientale. Combina la concezione rinascimentale di una chiesa a pianta centrale con forme più antiche derivanti dalle volte a crociera gotiche. |
|      | Mulino per il legno e il cartone di Verla              | Jaala | Culturale (751; iv)          | 1996 | Il mulino per il legno e il cartone di Verla e la sua area residenziale associata sono un esempio eccezionale e notevolmente ben conservato degli insediamenti industriali rurali su piccola scala associati alla produzione di pasta di legno, carta e cartone che fiorirono nell'Europa settentrionale e nel Nord America nel XIX e all'inizio del XX secolo. Solo una manciata di tali insediamenti sopravvive fino ai giorni nostri. |
|      | Sito funerario dell'età del bronzo di Sammallahdenmäki | Lappi | Culturale (579; iii, iv)     | 1999 | Questo sito di sepoltura dell'età del bronzo presenta più di 30 tumuli funerari in granito, fornendo una visione unica delle pratiche funerarie e delle strutture sociali e religiose del nord Europa di più di tre millenni fa. |
|      | Arco geodetico di Struve                               | Enontekiö, Korpilahti, Lapinjärvi, Pyhtää, Tornio, Ylitornio (condiviso con Bielorussia, Estonia, Lettonia, Lituania, Moldavia, Norvegia, Russia, Svezia, Ucraina) | Culturale (1187; ii, iv, vi) | 2005 | L'arco geodetico di Struve è una catena di triangolazioni geodetiche che vanno da Hammerfest in Norvegia al Mar Nero, attraversando 10 nazioni e per una lunghezza complessiva di circa 2.820 chilometri. Questa catena venne ideata e utilizzata dallo scienziato baltico-tedesco Friedrich Georg Wilhelm von Struve negli anni compresi fra il 1816 e il 1855 per determinare le esatte forme e dimensioni della Terra. All'epoca l'arco attraversava solamente due nazioni: la Svezia-Norvegia e l'Impero russo. L'arco originale consisteva in 258 triangoli principali con 265 punti della stazione principale. Il sito elencato comprende 34 dei punti della stazione originale, mediante segnali di diversi tipi: buchi scavati nelle rocce, croci di ferro, "ometti" di pietre, obelischi. In Finlandia sono presenti sei punti di segnalazione: Stuor-Oivi (oggi Stuorrahanoaivi) a Enontekiö, Avasaksa (oggi Aavasaksa) a Ylitornio, Torneå (oggi Alatornion kirkko) a Tornio, Puolakka (oggi Oravivuori) a Korpilahti, Porlom II (oggi Tornikallio) a Lapinjärvi e Svartvira (oggi Mustaviiri) a Pyhtää. |
|      | Alta costa / Arcipelago del Kvarken                    | Korsholm (condiviso con Svezia) | Naturale (898; viii)         | 2006 | L'arcipelago del Kvarken (in Finlandia) e l'Alta costa (in Svezia) si trovano nel Golfo di Botnia. Le 5.600 isole dell'arcipelago del Kvarken sono caratterizzate da insolite morene increspate ("De Geer morene"), formate dalla fusione della calotta di ghiaccio continentale, da 10.000 a 24.000 anni fa. L'arcipelago si alza continuamente dal mare in un processo di rapido sollevamento glacio-isostatico, per cui la terra, precedentemente appesantita dal peso di un ghiacciaio, si solleva a velocità tra le più alte del mondo. Di conseguenza le isole appaiono e si uniscono, le penisole si espandono e i laghi si evolvono dalle baie e si sviluppano in paludi e torbiere. Il sito offre eccezionali opportunità per la comprensione degli importanti processi che hanno formato le aree glaciali e di sollevamento terrestre della superficie terrestre. |

## Siti candidati
| Foto | Sito                                                                    | Luogo                                                         | Tipo                           | Anno       | Descrizione |
| ---- | ----------------------------------------------------------------------- | ------------------------------------------------------------- | ------------------------------ | ---------- | --- |
|      | Le incisioni di epoca storica presso l'isola di Gaddtarmen (Hauensuoli) | Hanko                                                         | Culturale (215; iii, iv, v)    | 01/10/1990 | L'isola di Gaddtarmen (Hauensuoli) al largo di Hango (Hanko) forma un porto naturale su una rotta di navigazione in direzione est-ovest. I marinai hanno realizzato più di 400 incisioni sulle rocce in attesa di venti favorevoli. I disegni più antichi risalgono al XV e XVI secolo. La maggior parte delle incisioni raffigurano stemmi della nobiltà svedese e finlandese. Il sito è un documento unico relativo alla storia del Mar Baltico. Hauensuoli è uno stretto tra due piccoli isolotti al largo di Capo Hankoniemi, la punta più meridionale della terraferma finlandese. A causa del sollevamento della terra, lo stretto è ora largo solo 10-15 metri, ma in origine era più largo e navigabile. Gli isolotti sono affioramenti di granito levigato dalla calotta glaciale continentale e dall'azione del Mar Baltico. |
|      | Le vaste rovine dell'età della pietra di Kastelli a Pattijoki           | Raahe                                                         | Culturale (219; i, iv)         | 01/10/1990 | Kastelli a Linnankangas, Pattijoki, è situato su un'imponente dorsale morenica in un paesaggio forestale tipico dell'Ostrobotnia settentrionale, con pinete alternate a paludi aperte. Questo tipo di costruzione, che secondo la leggenda fu edificata da giganti, si trova solo nelle zone costiere del golfo di Botnia. Ci sono circa 30 costruzioni conosciute di questo tipo; Kastelli a Pattijoki è la più grande di loro: un bastione rettangolare di 36 x 62 metri costruito in un'area che era una spiaggia rocciosa. Il bastione, che è alto due metri nello stato attuale, ha sei porte d'accesso. |
|      | Pitture rupestri di Astuvansalmi a Ristiina                             | Ristiina                                                      | Culturale (220; i, iv)         | 01/10/1990 | Le pitture rupestri di Astuvansalmi si trovano su una ripida parete rocciosa sulle rive del lago Yövesi. Le pitture rupestri si trovano in uno scenario lacustre di arida bellezza con affioramenti di roccia boscosi lungo le rive che hanno conservato quasi intatto il loro carattere di natura selvaggia. I dipinti sono stati realizzati con ocra rossa su uno speciale affioramento di roccia che ricorda una testa umana. Il substrato roccioso è costituito da diversi tipi di rocce, prevalentemente granito e migmatite. In molti luoghi la roccia è stata consumata dagli effetti dell'ultima era glaciale fino a ottenere una finitura liscia e brunita. |
|      | Luogo di culto sacro del popolo Sami di Ukonsaari presso Inari          | Inari                                                         | Culturale (221; iii, vi)       | 01/10/1990 | Ukonsaari è un luogo sacro del popolo Sami (Lapponi), un'isola rocciosa con ripide scogliere, che sorge nel mezzo del lago Inarinjarvi. Sul lato occidentale c'è una grotta sacrificale. |
|      | Ospedale di Paimio (già Sanatorio di Paimio)                            | Paimio                                                        | Culturale (1864; i, ii, iv)    | 28/01/2004 | Il Sanatorio di Paimio è stato costruito nel 1930-1933 sulla base del progetto vincente dell'architetto Alvar Aalto a un concorso (1928-1929). Il sito dell'edificio era un terreno sabbioso nel mezzo di una pineta ed era considerato un luogo sano. L'edificio principale era posto nel punto più alto dell'area, orientato in direzione nord-sud. Le funzioni dell'edificio - le stanze dei pazienti, i solarium, le stanze comuni, gli spazi di manutenzione e tecnici - sono state collocate ciascuna in un'ala dedicata. Le varie ali si incontrano in un nodo centrale di collegamento, dove si trovano le più importanti vie di circolazione interne. L'edificio è dominato dall'ala delle stanze dei pazienti di 7 piani, con i suoi balconi comunicanti rivolti direttamente a sud. Altri edifici del complesso ospedaliero, come le residenze dei medici e degli infermieri, la sauna, la centrale termica e l'autorimessa, sono stati costruiti liberamente all'interno del sanatorio. |
|      | Sistema lacustre Saimaa-Pielinen                                        | Carelia Meridionale, Carelia Settentrionale, Savo Meridionale | Naturale (1865; vii, viii, ix) | 28/01/2004 | La candidatura seriale consiste in un gruppo di parchi nazionali legalmente istituiti e aree nell'ambito di programmi di conservazione nazionali. Con le eccezioni dell'area di conservazione Peltoinkangas-Kylaniemi Esker e della dolomite Hyypiä, tutte le aree sono incluse nella proposta finlandese per la rete Natura 2000 dell'Unione europea. |